# Новгород (село)
Но́вгород (Дармстат, Дармштадт, №25) — село в Україні, у Розівській селищній громаді Пологівського району Запорізької області. Населення становить 260 осіб. До 2018 орган місцевого самоврядування — Зорянська сільська рада.
Село тимчасово окуповане російськими військами 24 лютого 2022 року в ході російсько-української війни.

## Географія
Село Новгород знаходиться на відстані за 2,5 км від села Зоря. Землі села межують із Волноваським районом Донецької області.

## Історія
Німецька колонія №25 Дармстат, Дармштадт засноване 1843 р. переселенцями із м. Дармштадт, федеральна земля Гессен. Засновники — 31 сім'я із Гессен-Дармштадта та району Кобленца. Лютеранські приходи Ґрунау та Людвіґсталь. Землі 1860 десятин. (1857; 31 подвір'я та 3 безземельні сім'ї), 2034 десятини.
За даними 1859 року у лютеранському Дармштадті було 34 подвір'їв, 282 мешканця.
У 1925—1939 роках село входило до складу Люксембурзького німецького національного району Маріупольської округи (з 1932 — Дніпропетровської області, з 1939 — Запорізької області).
12 червня 2020 року, відповідно до розпорядження Кабінету Міністрів України № 713-р «Про визначення адміністративних центрів та затвердження територій територіальних громад Запорізької області», увійшло до складу Розівської селищної громади.
19 липня 2020 року, в результаті адміністративно-територіальної реформи та ліквідації  Розівського району увійшло до складу Пологівського району.

## Населення
| Рік  | Кількість мешканців |
| ---- | ------------------- |
| 1859 | 282                 |
| 1885 | 556                 |
| 1897 | 404                 |
| 1905 | 365                 |
| 1908 | 293                 |
| 1911 | 376                 |
| 1919 | 397                 |
| 1922 | 399                 |

У 1918 році перейменоване в село Новгород.